# 王宗載
王宗載（1536年—1617年），字時厚，號又池，湖廣承天府京山縣人，軍籍，明朝政治人物。

## 生平
嘉靖三十七年（1558年）戊午科湖廣鄉試第二十九名舉人。嘉靖四十一年（1562年）中式壬戌科會試第一百三十三名，三甲第五十八名進士。授浙江海盐县知县，四十四年十一月选授廣西道試監察御史，巡视北城，隆慶元年（1567年）巡按福建，三年平定閩廣巨寇曾一本，任紀功御史，八月還京，六年六月升南京太僕寺少卿，九月改北太僕寺少卿，不久自陳罢免。
萬曆六年（1578年）十一月起为太常寺少卿提督四夷館，七年二月升大理寺右少卿，不久进左少卿，八年升右佥都御史、巡撫江西，十年四月升都察院左僉都御史協理院事，十一年正月以张居正邪黨被问罪，九月以劉臺案被遣戍充軍。卒年八十二。

## 家族
曾祖王希旦，按察司僉事；祖父王大有，都司都事；父王宋，母聶氏。慈侍下。兄宗可、宗望。弟宗衡。